# 在愛之外
《在愛之外》，是一部描寫郭翠花師姐、陳德安師兄的真實人生電視劇，由范宸菲、楊子儀、安唯綾、陳博正、陳淑芳、兵家綺、葉芸希、鍾其翰等演員主演，並於2018年4月10日起於大愛電視20:00正式首播。
該劇在YouTube網路平台上播映獲得不錯的總點閱率，且在首播期間頻頻登上YouTube發燒影片榜並名列前茅。

## 播出時間
以下時間以當地時間（台灣時間）為準

### 電視首播
| 頻道                            | 所在地 | 播映日期                    | 播映時間 |
| 大愛電視台 （數位頻道同步播出） | 台灣   | 2018年4月10日－2018年5月9日 | 20:00    |

### 網路首播
| 頻道                 | 備註                 | 播映日期                    | 播映時間 |
| Yahoo! TV            | 與大愛電視台同步播出 | 2018年4月10日－2018年5月9日 | 20:00    |
| YouTube 大愛網路劇場 | 與大愛電視台同步播出 | 2018年4月10日－2018年5月9日 | 20:00    |

## 演員角色列表

### 主要角色
| 演員   | 角色         | 介紹 | 登場集數                                  |
| 范宸菲 | 郭翠花       | 陳德安的妻子，郭傳昌、陳卻的養女，廖文鸝的孫女，陳承軒的母親，陳品諺的繼母 自幼成為郭傳昌與陳卻的養女，十分受到祖母喜愛。畢業後到臺中姑姑家同住並工作，因緣際會結識德安 。阿嬤過世後與德安結婚，後因秀雲介入和品諺出生，導致兩人婚姻關係瀕臨破裂，最終將八歲的品諺帶回家與承軒成為兄妹。在德安公司破產後，擔任保險業務員償還家中債務，對於德安東山再起的夢想不贊同，最後遵從自己的心願和兒女的支持成為慈濟醫院的正式員工。 | 全集                                      |
| 謝欣諭 | 郭翠花(幼年) | 陳德安的妻子，郭傳昌、陳卻的養女，廖文鸝的孫女，陳承軒的母親，陳品諺的繼母 自幼成為郭傳昌與陳卻的養女，十分受到祖母喜愛。畢業後到臺中姑姑家同住並工作，因緣際會結識德安 。阿嬤過世後與德安結婚，後因秀雲介入和品諺出生，導致兩人婚姻關係瀕臨破裂，最終將八歲的品諺帶回家與承軒成為兄妹。在德安公司破產後，擔任保險業務員償還家中債務，對於德安東山再起的夢想不贊同，最後遵從自己的心願和兒女的支持成為慈濟醫院的正式員工。 | 第1集，第3集                              |
| 楊子儀 | 陳德安       | 郭翠花的丈夫，謝秀雲之前情夫，陳承軒、陳品諺的父親 由於童年的生活經驗，對種田完全沒有興趣。後投入建築業，建立人脈後開設自己的公司，十分有野心。在酒家結識秀雲並生下女兒品諺，而後在兩個女人之間搖擺不定。秀雲自殺住進醫院後，將女兒品諺接回家同住，卻絲毫不瞭解妻子翠花和女兒品諺之間的管教問題。後來試圖想要東山再起，最終都以失敗告終，最後到雲林開設資源回收場。                                                        | 全集                                      |
| 李文彬 | 陳德安(少年) | 郭翠花的丈夫，謝秀雲之前情夫，陳承軒、陳品諺的父親 由於童年的生活經驗，對種田完全沒有興趣。後投入建築業，建立人脈後開設自己的公司，十分有野心。在酒家結識秀雲並生下女兒品諺，而後在兩個女人之間搖擺不定。秀雲自殺住進醫院後，將女兒品諺接回家同住，卻絲毫不瞭解妻子翠花和女兒品諺之間的管教問題。後來試圖想要東山再起，最終都以失敗告終，最後到雲林開設資源回收場。                                                        | 第3集                                     |
| 安唯綾 | 謝秀雲       | 陳德安之前情婦，陳品諺的母親 德安於酒店應酬時所認識的陪酒小姐，因外型與氣質出眾，讓德安出軌。後因用藥過度住進醫院，至此臥病在床並失去記憶。 | 第1集 第5集－第22集 第26集 第29集－第30集 |
| 陳博正 | 郭傳昌       | 翠花養父 | 第1集、第3集－第5集                       |
| 林美照 | 陳卻         | 翠花養母，原想讓翠花嫁給鐵工廠小開。 | 第1集、第3集－第5集                       |
| 陳淑芳 | 廖文鸝       | 翠花祖母，是全家最疼翠花的人。 | 第1集－第2集                              |
| 兵家綺 | 姑姑         | 翠花姑姑，對翠花的婚姻和人生有極大的影響。 | 第1集－                                   |
| 王道南 | 姑丈         | 翠花姑丈 | 第1集－                                   |
| 鍾其翰 | 陳承軒       | 郭翠花、陳德安的兒子，陳品諺同父異母的哥哥 原本出生於富貴之家，後因父親破產而搬離原本的家，無意間得知父親出軌並有一個女兒，卻隱藏在心中不說出口。對母親十分貼心，後開設資源回收場，專門負責外務接單。 | 第25集－第30集                            |
| 杜以謙 | 陳承軒(少年) | 郭翠花、陳德安的兒子，陳品諺同父異母的哥哥 原本出生於富貴之家，後因父親破產而搬離原本的家，無意間得知父親出軌並有一個女兒，卻隱藏在心中不說出口。對母親十分貼心，後開設資源回收場，專門負責外務接單。 | 第19集－第25集                            |
| 廖柏翔 | 陳承軒(少年) | 郭翠花、陳德安的兒子，陳品諺同父異母的哥哥 原本出生於富貴之家，後因父親破產而搬離原本的家，無意間得知父親出軌並有一個女兒，卻隱藏在心中不說出口。對母親十分貼心，後開設資源回收場，專門負責外務接單。 | 第15集－第19集                            |
| 張恩瑋 | 陳承軒(幼年) | 郭翠花、陳德安的兒子，陳品諺同父異母的哥哥 原本出生於富貴之家，後因父親破產而搬離原本的家，無意間得知父親出軌並有一個女兒，卻隱藏在心中不說出口。對母親十分貼心，後開設資源回收場，專門負責外務接單。 | 第10集－第12集                            |
| 張柏晟 | 陳承軒(幼年) | 郭翠花、陳德安的兒子，陳品諺同父異母的哥哥 原本出生於富貴之家，後因父親破產而搬離原本的家，無意間得知父親出軌並有一個女兒，卻隱藏在心中不說出口。對母親十分貼心，後開設資源回收場，專門負責外務接單。 | 第9集                                     |
| 葉芸希 | 陳品諺       | 謝秀雲與陳德安的女兒，陳承軒同父異母的妹妹，郭翠花的繼女 個性十分倔強，曾二次偷竊翠花的錢，後真心悔悟與翠花、秀雲之間的關係。 | 第25集－第30集                            |
| 何潔柔 | 陳品諺(幼年) | 謝秀雲與陳德安的女兒，陳承軒同父異母的妹妹，郭翠花的繼女 個性十分倔強，曾二次偷竊翠花的錢，後真心悔悟與翠花、秀雲之間的關係。 | 第1集、第19-25集、第27集、29-30集         |

### 次要角色
| 演員   | 角色   | 介紹                                                                                                 | 登場集數       |
| 陳柏蓁 | 曾彩鳳 | 郭翠花診所同事                                                                                       | 第1集－第2集   |
| 鄭繐萍 | 廖雪芬 | 郭翠花診所同事                                                                                       | 第1集－第2集   |
| 張倩   | 鄭明華 | 慈濟師姊，陪伴翠花走過人生最黑暗的時期。                                                             |                |
| 黃佳綾 | 洪秀專 | 慈濟師姊，陪伴翠花走過人生最黑暗的時期。                                                             | 第6集－        |
| 林健寰 | 何董   | 曾是德安的上司，也曾暗示警告德安不要背叛自己的家庭。                                                 | 第2集－        |
| 馬惠珍 | 金櫻   | 酒店媽媽桑、慈濟師姊，後秀雲住院後常去看她。                                                         | 第2集，第6集－ |
| 馬國畢 | 阿馬   | |                |
| 貝童彤 | 美琪   | 謝秀雲好友，慫恿秀雲生下德安的孩子，後秀雲生病住院後，對於德安十分不諒解。                           | 第6集－        |
| 宮瑞君 | 香吟   | 謝秀雲之前酒店小姐好友，認識不好的對象，連帶倒會騙了身邊人的錢                                       | 第1集－第集    |
| 許孟甯 | 陳小慧 | 陳德安的妹妹，而後車禍掉進水裡過世。                                                                 | 第集－第集     |
| 周孝虹 | 劉小姐 | 陳德安公司的秘書。                                                                                   | 第集－第集     |
| 陳世川 |        | 謝秀雲的大哥(睡覺)                                                                                   | 第7集，第13集  |
| 張義昌 |        | 謝秀雲的二哥(種植)                                                                                   | 第7集，第13集  |
| 林嘉微 | 安雅   | 品諺從國中以來最好的朋友，曾出主意讓品諺偷竊翠花的錢以證明翠花對她的愛。                             |                |
| 李得全 | 輝哥   | 原與德安從事建築業，後因經濟不景氣而結束公司，之後再與德安合開資源回收場，因身體不堪負荷而退作股東。 |                |

### 客串角色
| 演員   | 角色 | 介紹                       | 登場集數     |
| 黃逸祥 | 瑞慶 | 鐵工廠小開，對翠花有好感。 | 第1集－第2集 |
| 鍾政均 | 小魏 |                            |              |
| 畢志綱 |      |                            | 第29集       |

## 電視劇歌曲
| 曲別   | 歌名      | 演唱者 | 作詞 | 作曲   | 編曲   |
| 片頭曲 | 原來 後來 | 何芸娜 | 十方 | 蕭人鳳 | 翁偉瀚 |
| 片尾曲 | 風起了    | 吳鍾昊 | 十方 | 蕭人鳳 | 翁偉瀚 |

## 大愛會客室名單
| 集數   | 日期          | 來賓                   |
| 第1集  | 2018年4月11日 | 楊子儀、范宸菲、黃宥驊 |
| 第2集  | 2018年4月12日 | 范宸菲、郭翠花         |
| 第3集  | 2018年4月13日 | 沒有來賓（幕後花絮）   |
| 第4集  | 2018年4月16日 | 楊子儀、范宸菲         |
| 第5集  | 2018年4月17日 | 范宸菲、郭翠花         |
| 第6集  | 2018年4月18日 | 楊子儀、黃宥驊         |
| 第7集  | 2018年4月19日 | 郭翠花、兵家綺         |
| 第8集  | 2018年4月20日 | 沒有來賓（幕後花絮）   |
| 第9集  | 2018年4月23日 | 郭翠花、兵家綺、鄧沛雯 |
| 第10集 | 2018年4月24日 | 郭翠花、鄭明華         |
| 第11集 | 2018年4月25日 | 楊子儀、范宸菲、郭翠花 |
| 第12集 | 2018年4月26日 | 楊子儀、范宸菲         |
| 第13集 | 2018年4月27日 | 沒有來賓（幕後花絮）   |
| 第14集 | 2018年4月30日 | 郭翠花、鄭明華         |
| 第15集 | 2018年5月1日  | 郭翠花、鄧沛雯         |
| 第16集 | 2018年5月2日  | 郭翠花、鄭明華         |
| 第17集 | 2018年5月3日  | 范宸菲、郭翠花         |
| 第18集 | 2018年5月4日  | 沒有來賓（幕後花絮）   |
| 第19集 | 2018年5月7日  | 郭翠花                 |
| 第20集 | 2018年5月8日  | 楊子儀、郭翠花         |
| 第21集 | 2018年5月9日  | 郭翠花、鄧沛雯         |
| 第22集 | 2018年5月10日 | 郭翠花                 |

## 工作人員列表

### 製作團隊
- 監　製：臧蕙年
- 總策劃：關兆宏
- 製作人：江豐宏.黃宥驊
- 編　審：鍾易儒
- 導　演：李權峰
- 編　劇：鄧沛雯
- 顧　問：郭翠花、陳德安

## 外部連結
- 在愛之外 官方網站（页面存档备份，存于）－大愛劇場
- 大愛劇場的Facebook專頁
- 《在愛之外（页面存档备份，存于）》-YAHOO! TV（页面存档备份，存于） 線上看

| 臺灣 大愛電視 每週一至週日 20:00 - 20:49   | 臺灣 大愛電視 每週一至週日 20:00 - 20:49                                                                                              | 臺灣 大愛電視 每週一至週日 20:00 - 20:49 |
| ------------------------------------------ | --- | ---------------------------------------- |
|                                            | 在愛之外 （2018年4月10日－2018年5月9日）                                                                                              |                                          |
| 黃金大天團 （2018年3月11日－2018年4月9日） | 智子之心 （2018年5月10日－2018年5月11日） 電視電影：愛別離 （2018年5月12日－2018年5月13日） 有你陪伴 （2018年5月14日－2018年6月15日） |                                          |